# Alfréd Drasche-Lázár

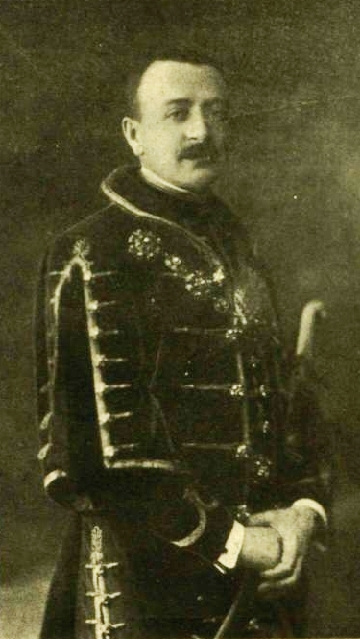
Alfréd Drasche-Lázár

Alfréd Drasche-Lázár de Thorda (Dorog, 15 juni 1875 – Meyerhofen, 28 augustus 1949) was een Hongaars diplomaat en politicus.

## Biografie
Drasche-Lázár stamde uit een familie van grootindustriëlen van Vlaamse afkomst. De familie Drasche had geld verdiend in de textielindustrie en werd begin 17e eeuw door de Habsburgers naar Noord-Bohemen gehaald, waarna de familie zich toelegde op de mijnbouw. Van 1900 tot aan de Eerste Wereldoorlog was Drasche-Lázár werkzaam op verschillende ministeries, waaronder de kanselarij van de eerste minister, waar hij van 1914 tot 1918 de persdienst leidde. Na de Asterrevolutie in 1918 kreeg hij van Mihály Károlyi de opdracht om een onafhankelijk Hongaars ministerie van Buitenlandse Zaken op te richten. Hij stapte echter op bij de oprichting van de communistische Hongaarse Radenrepubliek.
Hij is vooral bekend als buitengewoon gezant en gevolmachtigd minister, die in 1920 het Verdrag van Trianon ondertekende voor Hongarije, samen met Ágost Benárd. Nadien zette hij zijn diplomatieke carrière voort tot 1922. Later was hij nog directeur van een reisagentschap en een vakbondskrant. Daarnaast was Drasche-Lázár ook actief als schrijver van onder andere romans, maar was op dit vlak weinig succesvol. In 1944 verhuisde hij naar Oostenrijk, waar hij in 1949 overleed.